# Duplicaria gemmulata
Duplicaria gemmulata é uma espécie de gastrópode do gênero Duplicaria, pertencente à família Terebridae.